# 10의 12제곱
10의 12제곱(1012 = 1,000,000,000,000) 또는 1조(一兆)는 108(1억)의 만 배인 자연수다.

## 수학
- {\displaystyle {1000000}^{2}=1000000000000}
- {\displaystyle {100}^{6}=1000000000000}

## 이름

### 한자 수사
한자 문화권에서는 현재 10의 12제곱을 조(兆)로 칭하고 있다. 조(兆)는 춘추전국 시대까지의 중국에서는 10의 6제곱(106)을 의미했으며, 18세기 전까지의 조선에서는 10의 16제곱(1016)을 의미했다.

### 서양 수사
서양 문화권의 경우, 10의 12제곱을 현대 영어권에서 쓰는 단척도(short scale)로는 ‘trillion(트릴리언)’으로 칭하며, 영어권을 제외한 유럽 대륙에서 쓰는 장척도(long scale)로는 ‘billion(빌리언)’으로 칭한다.
단척도에서는 billion이 10의 9제곱(109)을 나타내며, 장척도의 billion은 10의 12제곱을 나타낸다. 한편, 장척도에서는 10의 9제곱을 ‘milliard(밀리어드)’로 칭한다.

## 기타
- 1000000000000를 나타내는 SI 접두어는 테라(T, Tera)이다.
- 1조원은 1,000,000,000,000원이다.
- 1조 달러는 약 1200조 원이다.

## 1012이상 1016미만의 주요 자연수

### 1012이상 1013미만
- 1,099,511,627,776 = 240, 이진 접두어의 테비바이트(Tebibyte, TiB)
- 1,289,904,147,324: 24번째 카탈랑 수.
- 1,307,674,368,000 = 15!
- 1,322,157,322,203: 58번째 뤼카 수.
- 1,548,008,755,920: 60번째 피보나치 수.
- 1,961,990,553,600: 24 이하의 모든 짝수 자연수의 곱.
- 2,139,295,485,799: 59번째 뤼카 수.
- 2,199,023,255,552 = 241. 2 TiB로, 마이크로소프트 윈도우 운영체제에서 마스터 부트 레코드 파티션의 최대 크기다.
- 2,504,730,781,961: 61번째 피보나치 수.
- 2,541,865,828,329 = 326
- 3,461,452,808,002: 60번째 뤼카 수.
- 3,814,697,265,625 = 518
- 4,052,739,537,881: 62번째 피보나치 수.
- 4,398,046,511,104 = 242
- 4,861,946,401,452: 25번째 카탈랑 수.
- 5,600,748,293,801: 61번째 뤼카 수.
- 5,832,742,205,057: 19번째 벨 수.
- 6,557,470,319,842: 63번째 피보나치 수.
- 7,625,597,484,987 = 327. G(2)
- 8,796,093,022,208 = 243
- 9,062,201,101,803: 62번째 뤼카 수.

### 1013이상 1014미만
- 10,610,209,857,723: 64번째 피보나치 수.
- 14,662,949,395,604: 63번째 뤼카 수.
- 17,167,680,177,565: 65번째 피보나치 수.
- 17,592,186,044,416 = 244
- 18,367,353,072,152: 26번째 카탈랑 수.
- 19,073,486,328,125 = 519
- 20,922,789,888,000 = 16!
- 22,876,792,454,961 = 328
- 23,725,150,497,407: 64번째 뤼카 수.
- 27,777,890,035,288: 66번째 피보나치 수.
- 35,184,372,088,832 = 245
- 38,388,099,893,011: 65번째 뤼카 수.
- 44,945,570,212,853: 67번째 피보나치 수.
- 51,011,754,393,600: 26 이하의 모든 짝수 자연수의 곱.
- 51,724,158,235,372: 20번째 벨 수.
- 62,113,250,390,418: 66번째 뤼카 수.
- 68,630,377,364,883 = 329
- 69,533,550,916,004: 27번째 카탈랑 수.
- 70,368,744,177,664 = 246
- 72,723,460,248,141: 68번째 피보나치 수.
- 95,367,431,640,625 = 520

### 1014이상 1015미만
- 100,501,350,283,429: 67번째 뤼카 수.
- 117,669,030,460,994: 69번째 피보나치 수.
- 140,737,488,355,328 = 247
- 162,614,600,673,847: 68번째 뤼카 수.
- 190,392,490,709,135: 70번째 피보나치 수.
- 205,891,132,094,649 = 330
- 263,115,950,957,276: 69번째 뤼카 수.
- 263,747,951,750,360: 28번째 카탈랑 수.
- 281,474,976,710,656 = 248
- 308,061,521,170,129: 71번째 피보나치 수.
- 355,687,428,096,000 = 17!
- 425,730,551,631,123: 70번째 뤼카 수.
- 474,869,816,156,751: 21번째 벨 수.
- 476,837,158,203,125 = 521
- 498,454,011,879,264: 72번째 피보나치 수.
- 562,949,953,421,312 = 249
- 617,673,396,283,947 = 331
- 688,846,502,588,399: 71번째 뤼카 수.
- 806,515,533,049,393: 73번째 피보나치 수.

### 1015이상 1016미만
- 1,002,242,216,651,368: 29번째 카탈랑 수.
- 1,114,577,054,219,522: 72번째 뤼카 수.
- 1,125,899,906,842,624 = 250, 이진 접두어의 페비바이트(Pebibyte, PiB)
- 1,304,969,544,928,657: 74번째 피보나치 수.
- 1,428,329,123,020,800: 28 이하의 모든 짝수 자연수의 곱.
- 1,803,423,556,807,921: 73번째 뤼카 수.
- 1,853,020,188,851,841 = 332
- 2,111,485,077,978,050: 75번째 피보나치 수.
- 2,251,799,813,685,248 = 251
- 2,384,185,791,015,625 = 522
- 2,918,000,611,027,443: 74번째 뤼카 수.
- 3,416,454,622,906,707: 76번째 피보나치 수.
- 3,814,986,502,092,304: 30번째 카탈랑 수.
- 4,503,599,627,370,496 = 252
- 4,506,715,738,447,323: 22번째 벨 수.
- 4,721,424,167,835,364: 75번째 뤼카 수.
- 5,527,939,700,884,757: 77번째 피보나치 수.
- 5,559,060,566,555,523 = 333
- 6,402,373,705,728,000 = 18!
- 7,639,424,778,862,807: 76번째 뤼카 수.
- 8,944,394,323,791,464: 78번째 피보나치 수.
- 9,007,199,254,740,992 = 253

## 같이 보기
- 한자 수사
- 큰 수의 이름